# بول ريوليت
بول ريوليت (بالفرنسية: Paul Reulet)‏ (14 يناير 1994 بكاين في فرنسا - ) هو لاعب كرة قدم فرنسي في مركز حراسة المرمى.

## روابط خارجية
- بول ريوليت على موقع قاعدة بيانات كرة القدم.إي يو (الإنجليزية)
- بول ريوليت على موقع Soccerway.com (الإنجليزية)
- بول ريوليت على موقع AS.com (الإسبانية)